# 風之宮そのえ
風之宮そのえ（かぜのみや　そのえ ）は、日本の女性向けゲームやＣＤ、イベントなどコンテンツのプロデューサー、ゲームクリエイター、作詞家。花梨エンターテイメントの代表。東京都出身 。

## 略歴
元々は学生時代からカメラマン、をしつつ、フリーランスでゲームグラフィックを制作していた。

女子美術大学ＣＧ研究部のクラブコーチをしていた。

株式会社エイチアイに入社。

ゲーム専門学校　講師を経て、菜摘かんなと2000年　花梨エンターテイメントを結成。

2001年に法人化

2002年　第一作「bois　機械じかけの街」を発売。現在にいたる。

2017年～2019年まで一般社団法人コンピューターソフトウェア倫理機構の理事を務める。
2019年からカメラマンにも復帰。株式会社タカラトミー「プリンス・オブ・モンスターズ」（プリモン）ほか、2.5次元ステージのメインビジュアル撮影や桐本拓也、中澤まさともなど声優さんの宣材写真の撮影をする。

## エピソード
株式会社エイチアイ時代、家に帰れないほど仕事をしていた。

夜中の2時、３時に帰宅すると、「打ち合わせに居なかった」と上司に責められた。

ヘッドハント先のゲーム会社が三ヶ月でゲーム部門を畳み無職になる。

専門学校講師になるが、友人と起業を前提とした同人サークルを立ち上げ、2001年に起業。

2011年～2016年頃東京デザイナー学院ゲームクリエイター科の講師を受け持ち乙女ゲームイベントスチル彩色講座を行う。
就職率は高かったらしい。
乙女業界のあちこちに教え子が勤務している。
オトメイト『Collar×Malice』の島れいこ、ADELTAのくろさわ凛子は教え子らしい。
また、LoveDeliveryの御雄幸路、シナリオ集団ひつじぐもやアロマリエと交流がある。

## 作品の傾向
モンスター、ゴシック、ローマカトリック、北欧神話、童話、退廃美などのテーマが含まれることが多い。

欝傾向にある作品やエンターテイメント性の高い作品まで幅広く好きなので、作品内に、その傾向が窺える。

ゲーム制作時には現地にロケに行く。ルーマニア、ロンドン、フランス、ローマ、香港など。

一回のロケのデータは写真、動画合わせてで500GBにわたる。

乙女剣武蔵が初の和物でありギャグファンタジーと銘打っていたがギャグありだが次第に過去の怨念に囚われ
感情が爆発し武蔵に斬られる、いつも通りの花梨だったとユーザーは胸をなでおろした。

## 主な作品

### ゲームソフト
PC
- bois 〜機械仕掛けの街〜 (2002年8月23日)
- bois 星くずと鉄くずの箱庭 (2002年12月 ネット配信)
- アニマムンディ 終わりなき闇の舞踏 (2005年1月31日)
- en:Animamundi: Dark Alchemist(2006年3月31日　北米版アニマムンディ　発売：Hirameki International)
- プリンセスナイトメア (2007年4月27日)
- 断罪のマリア　(2009年2月13日)
- 絶対迷宮グリム 〜七つの鍵と楽園の乙女〜 ディレクターズカット版 (2011年7月22日)
- 断罪のマリア Complete Edition (2013年9月27日)
- オメルタ　～沈黙の掟～（2011年4月22日）
- オメルタ　CODE:TYCOON（2013年12月27日）
- オメガヴァンパイア（2016年12月2日）

PS2
- プリンセスナイトメア (2008年5月22日)

PSP
- 絶対迷宮グリム 〜七つの鍵と楽園の乙女〜(2010年4月28日)
- 断罪のマリア ラ・カンパネ (2012年5月31日)
- 英国探偵ミステリア (2013年3月7日)
- 絶対迷宮グリム 〜七つの鍵と楽園の乙女〜 ベスト版 (2013年7月25日)
- オメルタ 〜沈黙の掟〜 THE LEGACY（2014年11月20日）

PS Vita
- 絶対迷宮　秘密のおやゆび姫 (2015年7月30日)
- オメルタ　CODE:TYCOON　戒（2016年3月17日）
- 英国探偵ミステリア The Crown（2016年2月11日）

Nintendo Switch
- オメガヴァンパイア（プロトタイプ）（2019年8月29日）

ios/Androidアプリゲーム
- 乙女剣武蔵（2019年5月27日）

### 作詞
断罪のマリア
- 内緒の十字架
  - 作詞/風之宮そのえ　作曲/神谷勇
  - 歌マリア/(CV.阿澄佳奈)

- 捧げられた生贄（サクリファイス]
  - 作詞/風之宮そのえ　作曲/神谷勇
  - 歌クラウス/(CV.柿原徹也)

- 貴方と誓いの食卓に
  - 作詞/風之宮そのえ　作曲/神谷勇
  - 歌秀麗水鏡/(CV.杉山紀彰)

- 孤独の狼
  - 作詞/風之宮そのえ　作曲/神谷勇
  - 歌ジード/(CV.藤原祐規)

- 魂の剣
  - 作詞/風之宮そのえ　作曲/神谷勇
  - 歌宗像市竜/(CV.高橋広樹)

- 終末に微笑む天使
  - 作詞/風之宮そのえ　作曲/神谷勇
  - 歌九条院日和/(CV.下和田裕貴)

- Honey Moon Mystery Tour
  - 作詞/風之宮そのえ　作曲/神谷勇
  - 歌ジョーカー/(CV.ＫＥＮＮ)

- 天国硝子の階段で
  - 作詞/風之宮そのえ　作曲/IRUMA RIOKA
  - 歌/マリア(CV.阿澄佳奈)

- エンドレス　ダウンステアズ
  - 作詞/風之宮そのえ　作曲/Studio. Luna Waltz
  - 歌/ジード（CV.藤原祐規)

- 光のエウカリスチア
  - 作詞/風之宮そのえ　作曲/Studio. Luna Waltz
  - 歌/九条院日和(CV.下和田ヒロキ)

- トランス・ゲーム
  - 作詞/風之宮そのえ　作曲/Studio. Luna Waltz
  - 歌/ジョーカー(CV.ＫＥＮＮ)

- 誓いのオラトリオ
  - 作詞/風之宮そのえ　作曲/Studio. Luna Waltz
  - 歌/秀麗水鏡(CV.杉山紀彰)

- grace＆down
  - 作詞/風之宮そのえ　作曲/Studio. Luna Waltz
  - 歌/ダークネス(CV.安元洋貴)

絶対迷宮　秘密のおやゆび姫
- はがしたカサブタ
  - 作詞/風之宮そのえ　作曲/鈴葉ユミ
  - 歌/土岐隼一

### ネット配信
- 野辺健太と遊ぼう（ニコニコ生放送）
- ストロベリーセッション
  - 一期CAST：野辺健太・土岐隼一・徳武竜也
  - 二期CAST：野中亮・源馬大貴
  - 三期CAST：野辺健太・野中亮・飯田利信・佐藤一輝
- オメガラジオ
  - 一期CAST：野辺健太・野中亮・源馬大貴
  - 二期CAST：野辺健太・野中亮・佐藤一輝
  - 三期CAST：
  - 四期CAST：大野剣・里仲予
- 聖マルセイユ女学園
  - 大下菜摘・村田綾野・古川由利奈
- 乙女剣武蔵生道場　※当初、ストロベリーセッション三期内の一コーナーだったが三期終了に伴い独立。
  - 野辺健太・野中亮

### イベント企画／脚本
- プリンセスナイトメア 闇夜に眠る少女のロマンス
- 英国探偵ミステリア ミステリアスパレード
- 英国探偵ミステリア オペラ座の怪事件
- 新宿羅生門 舞台《新宿羅生門 ～薩長エージェンシー編～》：舞台脚本

## その他
- ニコニコ生放送　おやゆびラジオ　出演
- Ｃの夜　下和田ヒロキ＆風之宮そのえ　出演
- かりんラジオ　ゲスト出演
- 東北工科芸術学院　ゲスト講演
- 岩手県　特濃！ゲーム開発塾　ゲスト講演
- グラフィッカーのお仕事　CG-ARTS協会　小野憲史のゲーム教育リポート(2012/1/18)
- ゲームクリエイターが知るべき97のこと 2　寄稿　オライリージャパン (2013/8/23)
- 小説 英国探偵ミステリア ~機械男爵と時計屋敷の謎~  一二三書房(2014/4/4)
- アンデルセン童話をモチーフにした「絶対迷宮 秘密のおやゆび姫」。本作を手がけた風之宮そのえ氏に制作へのこだわりを聞いてみた(2015/8/4)
- 150人のゲーム業界著名人が2015年を振り返り，2016年へのメッセージを語る。恒例の年末企画をお届け(2015/12/29)
- プレキャス℠111　PlayStation®Vita専用ソフトウェア『英国探偵ミステリア The Crown』出演：風之宮 そのえ氏 (花梨エンターテイメント)（2016年2月10日(水)20:00）